# Charles Delatte
Pour les articles homonymes, voir Delatte.
Charles Delatte, né le 10 janvier 1922 à Longeville-en-Barrois (Meuse) et mort le 18 novembre 2003 à Dijon, est un homme politique français.

## Détail des fonctions et des mandats
Mandat parlementaire
- 17 juillet 1979 - 23 juillet 1984 : Député européen